# Cirrhitops hubbardi
Cirrhitops hubbardi är en fiskart som först beskrevs av Schultz, 1943.  Cirrhitops hubbardi ingår i släktet Cirrhitops och familjen Cirrhitidae. Inga underarter finns listade i Catalogue of Life.